# Warendorf
Warendorf – niemieckie miasto powiatowe leżące w kraju związkowym Nadrenia Północna-Westfalia, w rejencji Münster, siedziba powiatu Warendorf. Obecnie jest najlepiej znane z dobrze zachowanego średniowiecznego centrum miasta oraz dogodnych warunków dla jeździectwa i kolarstwa.

## Geografia
Warendorf jest położony nad rzeką Ems we wschodniej części Münsterlandu, ok. 30 km od Münster.

## Części miasta
Warendorf składa się z pięciu części:
- Warendorf
- Einen/Müssingen
- Freckenhorst
- Hoetmar
- Milte

## Historia
Warendorf był ważnym miastem handlowym w czasach późnego średniowiecza i należał do Hanzy.

## Sport
Warendorf kilkukrotnie był gospodarzem imprez międzynarodowych takich jak: mistrzostwa świata w spadochroniarstwie, turnieje jeździeckie czy mistrzostwa Niemiec w pływaniu.

## Imprezy
Corocznie 15 sierpnia odbywa się tu festyn z okazji Wniebowzięcia Najświętszej Maryi Panny (Mariä Himmelfahrt).

## Polityka

### Rada miasta
Rada miasta składa się z 42 członków:
|      | CDU | SPD | Zieloni | FDP | Wolna Grupa Wyborcza | Razem      |
| 2014 | 20  | 10  | 6       | 3   | 3                    | 42 miejsca |

## Współpraca
Miejscowości partnerskie:
- Barentin, Francja
- Dzierżoniów, Polska
- Oleśnica, Polska
- Pavilly, Francja
- Petersfield, Wielka Brytania